# Рокі Роєр
Рокі Роєр (англ. Rocky Royer; нар. 27 червня 1958) — колишній американський тенісист.
Найвищу одиночну позицію світового рейтингу — 154 місце досяг 3 січня 1983, парну — 141 місце — 3 січня 1983 року.

## Фінали Гран-прі за кар'єру

### Парний розряд: 1 (0–1)
| Результат | W/L | Дата     | Турнір        | Покриття | Партнер    | Суперники                    | Рахунок  |
| --------- | --- | -------- | ------------- | -------- | ---------- | ---------------------------- | -------- |
| Поразка   | 0–1 | Лис 1982 | Кіто, Еквадор | Ґрунт    | Еган Адамс | Хайме Фійоль Педро Реболледо | 2–6, 3–6 |

## Титули на челленджерах

### Одиночний розряд: (2)
| Ранг | Рік  | Турнір                          | Покриття | Суперник       | Рахунок       |
| ---- | ---- | ------------------------------- | -------- | -------------- | ------------- |
| 1.   | 1983 | Кампус-ду-Жордау, Бразилія (it) | Тверде   | Карлус Кірмайр | 7–6, 3–6, 6–3 |
| 2.   | 1982 | Лісабон, Португалія             | Ґрунт    | Роббі Вентер   | 6–3, 1–6, 6–3 |